# Kesanur *, Bagalkot
Kesanur * là một làng thuộc tehsil Bagalkot, huyện Bagalkot, bang Karnataka, Ấn Độ.